# Ilarione Sillani
Ilarione (al secolo Nereo) Sillani (Porto di Civitanova, 7 febbraio 1812 – Roma, 27 marzo 1879) è stato un vescovo cattolico italiano.

## Biografia
Abbracciò diciottenne la vita religiosa tra i silvestrini del monastero di San Benedetto a Fabriano assumendo il nome di Ilarione: studiò a Fabriano e Perugia, dove fu ordinato prete nel 1834. Fu lettore di filosofia presso lo studentato silvestrino di Fabriano e l'inquisitore generale per le Marche lo nominò consigliere teologico per la diocesi di Fabriano.
Stabilitosi presso la procura generale della sua congregazione a Roma, nel 1848 fu nominato procuratore generale e nel 1850 abate di Santo Stefano del Cacco. Rinunciò al suo ufficio nel 1857 per raggiungere il suo confratello Giuseppe Maria Bravi, missionario in Ceylon e vicario apostolico di Colombo.
Dopo la morte del vescovo Bravi, i vescovi Stefano Semeria e Clément Bonnand inviarono a Roma informazioni negative e accuse sull'azione dei missionari silvestrini con l'intento di far affidare il vicariato apostolico di Colombo ai missionari Oblati di Maria Immacolata: Sillani difese l'operato dei silvestrini, spingendo la congregazione di Propaganda Fide a inviare un amministratore apostolico a visitare il vicariato. L'amministratore, il carmelitano scalzo Carlo Giacinto Valerga, giudicò il vicariato apostolico di Colombo uno dei migliori delle Indie e propose l'abate Ilarione Sillani come nuovo ordinario del luogo.
Ilarione Sillani fu nominato vescovo di Callinico in partibus e vicario apostolico di Colombo da papa Pio IX il 22 settembre 1863 e fu consacrato a Kottar dal vescovo Valerga il 27 dicembre 1863.
Il nuovo vicario apostolico, promosse numerose iniziative che diedero un notevole impulso al cattolicesimo in Ceylon: aprì scuole in quasi tutte le parrocchie; promosse la costruzione di chiese, tra cui le cattedrali di Santa Lucia a Colombo, di Sant'Antonio a Kandy e di Santa Maria a Galle; aprì un seminario per la formazione del clero indigeno; istituì a Colombo il St. Benedict's College, affidato ai Fratelli delle scuole cristiane; chiamò a Kotahena le suore del Buon Pastore fondando per loro il Good Shepherd Convent; fondò il mensile in lingua singalese Gnanartha Pradeepaya e il settimanale in lingua inglese The Ceylon Catholic messenger, per la stampa dei quali aprì una tipografia cattolica a Colombo; si adoperò per sanare le ferite lasciate dallo scisma goano.
Rientrò in Italia nel 1870 per partecipare alla fase finale del Concilio Vaticano I.
Nel 1874 fondò a Kandy il primo monastero benedettino dell'Asia: dopo la chiusura del monastero di Montefano a causa delle leggi eversive italiane e fino alla sua riapertura nel 1881, il monastero di Kandy fu l'unico noviziato silvestrino attivo al mondo.
Colpito da infermità nel 1878, rientrò in patria e si stabilì nel monastero di Santo Stefano del Cacco, presso il quale morì l'anno successivo in seguito a un ictus cerebrale. Fu sepolto al Verano.

## Genealogia episcopale
La genealogia episcopale è:
- Cardinale Scipione Rebiba
- Cardinale Giulio Antonio Santori
- Cardinale Girolamo Bernerio, O.P.
- Arcivescovo Galeazzo Sanvitale
- Cardinale Ludovico Ludovisi
- Cardinale Luigi Caetani
- Cardinale Ulderico Carpegna
- Cardinale Paluzzo Paluzzi Altieri degli Albertoni
- Papa Benedetto XIII
- Papa Benedetto XIV
- Papa Clemente XIII
- Cardinale Marcantonio Colonna
- Cardinale Giacinto Sigismondo Gerdil, B.
- Cardinale Giulio Maria della Somaglia
- Cardinale Carlo Odescalchi, S.I.
- Cardinale Costantino Patrizi Naro
- Vescovo Carlo Giacinto Valerga, O.C.D.
- Vescovo Ilarione Sillani, O.S.B. Silv.